# Daniel Johnson (giornalista)
Daniel Benedict Johnson (26 agosto 1957) è un giornalista britannico, di religione cattolica.
Fondatore del mensile politico-culturale Standpoint, è il figlio dello storico Paul Johnson e fratello di Cosmo Johnson, Sophie Johnson-Clark e dell'imprenditore Luke Johnson.

## Biografia
Dopo aver frequentato la Grammar School di Langley, nel Berkshire, si laureò in storia moderna al Magdalen College di Oxford. Vinta una borsa di studio intitolata a Shakespeare per studiare a Berlino, fece ritorno nel mondo accademico inglese come membro dell'università Queen Mary di Londra e come responsabile delle pubblicazioni del Center for Policy Studies della capitale britannica.
La sua notorietà professionale emerse quando fu il corrispondente dalla Germania per il Daily Telegraph al tempo della caduta del muro di Berlino. È stato giornalista di punta per il Telegraph e per il The Times, del quale ha diretto la sezione letteraria e culturale.
Inoltre, è stato anche redattore del The New York Sun e collaboratore di The Times Literary Supplement, The Literary Review, Prospect, Commentary e The New Criterion, The American Spectator e The Weekly Standard .
Nel 2008 ha lanciato come caporedattore la rivista Standpoint, dalla quale si è dimesso dieci anni più tardi per fondare il sito di opinione e informazione politica The Article. Cattolico e sposato con quattro figli, ha affermato che l'Islam non è una religione pacifica.